# Ubi solitudinem faciunt, pacem appellant
 Ubi solitudinem faciunt, pacem appellant  лат. (изговор: уби солитудинем фацијунт, пацем апелант). Гдје пустош направе, називају миром. (Галгака)

## Поријекло изреке
Ова изрека је завршна реченица из говора каледонског јунака Галгака о освајачкој политици Римљана, коју наводи Тацит у дјелу Агриколин живот:
| „ | Ни Запад, ни Исотк није их заситио; једино они на овом свијету носе собом сјај и биједу: “ украсти, убити, опљачкати, то на њиховом лажном језику значи владати, јер гдје пустош направе, називају миром.“ | ” |

## Тумачење
Владавина подразумијева право на правду, којом се правда свака неправда. Ослободиоци увијек некога поробе. Зато је сила увијек неправедна, и онда када уводи правду и ред.